# Лемувере
Ле́мувере (ест. Lemuvere küla) — село в Естонії, у волості Йиґева повіту Йиґевамаа.

## Населення
Чисельність населення на 31 грудня 2011 року становила 33 особи.

## Географія
Село розташоване на відстані приблизно 16 км на схід від міста Йиґева.
Дістатися села можна автошляхом 134 (Лайузевялья — Тоовере).